# Joan Huguet i Rotger
Joan Huguet i Rotger   (Ferreries, 13 de març de 1954) és un polític menorquí del Partit Popular. És germà del rector de la Universitat de les Illes Balears Llorenç Huguet i Rotger.

## Trajectòria política
Llicenciat en dret per la Universitat de les Illes Balears i en psicologia per la Universitat Complutense de Madrid. Militant d'Alianza Popular primer i del Partido Popular després, ha estat elegit diputat a les eleccions al Parlament de les Illes Balears de 1983, 1987, 1991, 1995, 1999, 2003 i 2007.
Ha estat Conseller del Consell Insular de Mallorca (1983-1991), president del Consell Insular de Menorca (1991-1995), vicepresident del Govern Balear (1983-1991) i president del Parlament Balear (1995 - 1999)
També ha estat senador designat pel Parlament de les Illes Balears de 2008 a 2011, i ha ocupat els càrrecs de vicepresident i portaveu de la Comissió Constitucional del Senat. També ha estat vicepresident d'INSULA (Organització per al Desenvolupament Sostenible de les Illes), dependent de la UNESCO.
Els seus enfrontaments amb José Ramón Bauzà Díaz van provocar que no figurés a les llistes com a candidat a les eleccions al Parlament de les Illes Balears de 2011 i que fos apartat de la direcció del Partit en 2012.